# Вишиљита (Козенца)
Вишиљита је насеље у Италији у округу Козенца, региону Калабрија.
Према процени из 2011. у насељу је живело 127 становника. Насеље се налази на надморској висини од 199 м.